# 金基協
金基協（キム・ギヒョプ、Kim Ki-Hyup、朝鮮語:김기협、1950年2月 - ）は、大韓民国の歴史学者、作家。

## 略歴
1950年にソウルで生まれた。京畿高等学校を卒業後ソウル大学物理学科に入学し、のちに史学科に転科した。文明史の巨視的な観点から韓国史と東アジアの歴史を研究する。慶北大学校で中国古代天文学研究で修士号を、延世大学でマテオ・リッチ研究で博士号を取得。啓明大学校史学科教授、韓国民族文化大百科事典編集委員（科学分科）、中央日報文化専門委員と韓国科学史学会編集委員を歴任した。2002年から中国、延辺と韓国を行き来しながら、韓国史、東洋史、西洋史、世界史の境界を横切っており、近代歴史学の枠組みから外れた学際的研究を試みている。

## 著述

### 著書
- 《アメリカ人の荷物》、アイピルドゥ、2003年
- 《外から見た韓国史》、トルベゲ、2008年
- 《ニューライト批判》、トルベゲ、2008年
- 《キムキヒョプのペリスコプ》
- 《亡国の歴史、朝鮮を読む》、トルベゲ、2010年
- 《九十の春》、西海文集、2011年
- 《解放日記(1~10)》、向こうブックス
- 《冷戦後》、西海文集、2016年

### 訳書
- 《バカ作り》
- 《歴史の原発》
- 《小説壮健》
- 《孔子評伝》
- 《龍飛御天歌》(空域)